# Stovpove (Saki)
|  | Per a altres significats, vegeu «Stovpove». |

Stovpove (en (ucraïnès): Стовпове, en rus: Столбовое) és un poble de la República Autònoma de Crimea, a Ucraïna, que el 2014 tenia 1.082 habitants. Pertany al districte rural de Saki.